# Heteropoda hampsoni
Heteropoda hampsoni este o specie de păianjeni din genul Heteropoda, familia Sparassidae, descrisă de Pocock, 1901. Conform Catalogue of Life specia Heteropoda hampsoni nu are subspecii cunoscute.